# Sonate pour piano no 8 de Prokofiev

La Sonate pour piano no 8 en si bémol majeur, op. 84 est la huitième des neuf sonates pour piano écrites par Sergueï Prokofiev (la dixième étant inachevée).
Elle a été composée entre 1939 et 1944, débutée en même temps que sa sixième et sa septième sonate, les trois étant qualifiées de sonates de guerre.
La création a eu lieu à Moscou le 30 décembre 1944 par le pianiste Emil Guilels.
Elle est composée de trois mouvements et son exécution demande environ une demi-heure. 
- Andante dolce – Allegro moderato
- Andante sognando
- Vivace